# SETI (album)
SETI četvrti je studijski album norveškog heavy metal sastava The Kovenant. Diskografska kuća Nuclear Blast Records objavila ga je 31. ožujka 2003.

## Pozadina
Sa svojim drugim Spellemannprisenom, sastav je obišao Europu i SAD-u kako bi promovirao album. Dok je bio u SAD-u sastav je pronašao novog člana, Angela, koji će svirati gitare s Psy Comom; on nije pripadnik black metal scene, ali je pod utjecajem sastava kao što je Whitesnake.
Odlučivši uzeti pauzu od snimanja glazbe, sastav krenuo je svojim putem nakon povratka u Europu. Tijekom 2002. dogodila se remasterizirana verzija In Times Before the Light i ponovno izdanje Nexus Polaris. Do studenog 2002. sastav je odlučio snimiti četvrti album.
Godine 2003. objavljen je novi album SETI i sastav je odlučio ići na više turneja nego prošli put. Međutim, to je bilo u sukobu s Von Blombergovim drugim projektima (npr. Mayhem) i odlučeno je da će on napustiti skupine.
Prije objavljena stvarnog albuma, Nuclear Blast je izdao EP, SETI Club, koji se sastoji od dvije pjesme i "klupske verzije" još dvije pjesme sa SETI.
Ubrzo su novačena još dva člana, Küth (iz Ram-Zeta) na bubnjevima i Brat (iz Apoptygma Berzerk) na klavijaturama. S ovim novim članovima The Kovenant ponovno je bio na turneji po Europi i SAD-u.

## Popis pjesama
| 1.    | »Cybertrash«            | 5:57 |
| 2.    | »Planet of the Apes«    | 4:04 |
| 3.    | »Star by Star«          | 4:23 |
| 4.    | »Via Negativa«          | 5:59 |
| 5.    | »Stillborn Universe«    | 5:23 |
| 6.    | »Acid Theater«          | 4:10 |
| 7.    | »The Perfect End«       | 6:50 |
| 8.    | »Neon«                  | 5:45 |
| 9.    | »Keepers of the Garden« | 5:49 |
| 10.   | »Pantomime«             | 6:23 |
| 11.   | »Hollow Earth«          | 5:43 |
| 12.   | »Industrial Twilight«   | 7:02 |
| 67:28 |                         |      |

| Bonus pjesme | Bonus pjesme                             | Bonus pjesme | Bonus pjesme | Bonus pjesme | Bonus pjesme | Bonus pjesme | Bonus pjesme | Bonus pjesme | Bonus pjesme |
| Br.          | Skladba                                  | Trajanje     |              |              |              |              |              |              |              |
| ------------ | ---------------------------------------- | ------------ | ------------ | ------------ | ------------ | ------------ | ------------ | ------------ | ------------ |
| 13.          | »Subtopia«                               | 5:29         |              |              |              |              |              |              |              |
| 14.          | »The Memories Remain« (obrada Metallice) | 4:32         |              |              |              |              |              |              |              |
| 77:29        |                                          |              |              |              |              |              |              |              |              |

## Zasluge
| The Kovenant - Lex Icon – vokal, klavijature - Psy Coma – gitara, klavijature, programiranje - Von Blomberg – bubnjevi, udaraljke Dodatni glazbenici - Eileen Küpper – vokal - Jan Kazda – bas-gitara - The Mockba Radio Propaganda Orchestra – orkestra - Erik Ljunggren – programiranje - The Warszawa Teenage Slut Choir – vokal (zborovi) | Ostalo osoblje - Dan Diamond – produkcija, miks - Siggy Bemm – snimanje, miks, mastering, bas (dodatni) - Dennis Koehne – inženjer zvuka (asistent) - Espen Tollefsen – fotografije - Joachim Luetke – naslovnica albuma - Markus Staiger – izvršna produkcija |